# پیش‌خدمت بال‌خنجری
پیش‌خدمت بال‌خنجری (Marpesia zerynthia) گونه‌ای پروانه است که در خانواده فرچه‌پایان قرار دارد. زیستگاه این پروانه بیشتر در آمریکای جنوبی نظیر کشورهای مکزیک، پرو، بولیوی، کلمبیا و جنوب برزیل می‌باشد. این پروانه در شمالی‌ترین نقطه مشاهده شده در تگزاس آمریکا و همچنین مرکز مکزیک هم مشاهده شده‌است.